# Screen Actors Guild Award du meilleur acteur

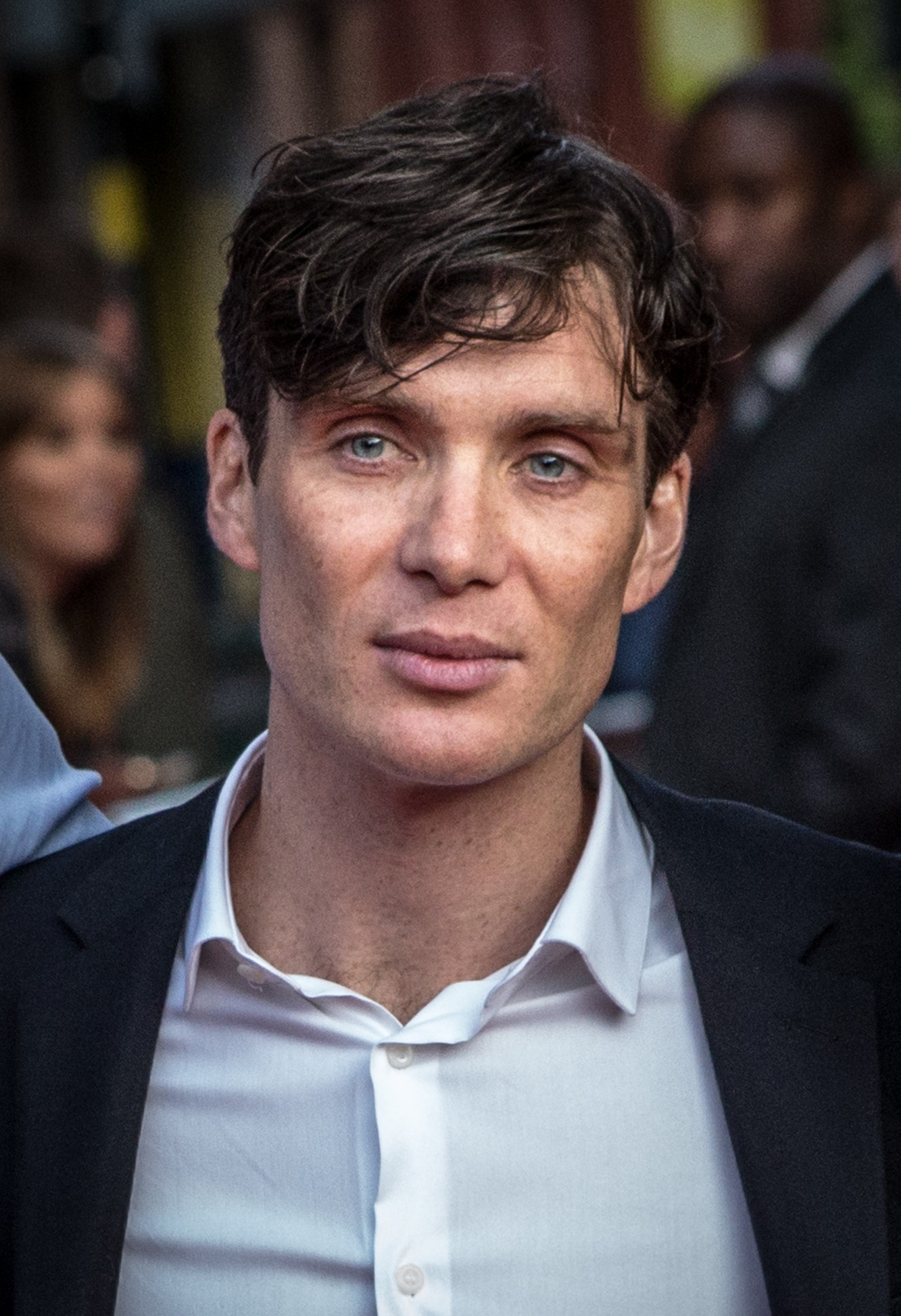
Cillian Murphy, 2014.

Le Screen Actors Guild Award du meilleur acteur (Screen Actors Guild Award for Outstanding Performance by a Male Actor in a Leading Role) est une récompense remise chaque année depuis 1995 par la Screen Actors Guild. 

## Historique
Depuis 1995, le syndicat des acteurs d'Hollywood récompense les comédiens dont l'interprétation dans un rôle principal au cinéma a été estimée comme la meilleure. Le premier à avoir reçu l’Actor est le double-oscarisé Tom Hanks pour Forrest Gump.
À noter aussi que Roberto Benigni, Benicio del Toro et Jean Dujardin sont les seuls acteurs récompensés dans cette catégorie pour des rôles non-anglophones (italien pour Benigni dans La vie est belle, espagnol pour Del Toro dans Traffic et film muet français pour Dujardin dans The Artist). 
Daniel Day-Lewis est l'acteur qui a reçu le plus de récompenses (en 2003 pour Gangs of New York, en 2008 pour There Will Be Blood et en 2013 pour Lincoln). Sur les 17 lauréats, 13 ont reçu aussi l'Oscar du meilleur acteur pour le même rôle (Benicio del Toro a reçu, lui, l'Oscar du meilleur second rôle masculin). 
Le plus jeune nommé dans cette catégorie est Jamie Bell pour son interprétation dans le film Billy Elliot en 2001.

## Palmarès
Le lauréat est indiqué en gras.

Le symbole « ♙ » indique une nomination et « ♕ » le gagnant de l'Oscar du meilleur acteur la même année.

### Années 1990
- 1995 : Tom Hanks pour le rôle de Forrest Gump dans Forrest Gump ♕
  - John Travolta pour le rôle de Vincent Vega dans Pulp Fiction ♙
  - Morgan Freeman pour le rôle de Ellis Boyd « Red » Redding dans Les Évadés (The Shawshank Redemption) ♙
  - Paul Newman pour le rôle de Sully Sullivan dans Un homme presque parfait (Nobody's Fool) ♙
  - Tim Robbins pour le rôle d'Andy Dufresne dans Les Évadés (The Shawshank Redemption)

- 1996 : Nicolas Cage pour le rôle de Ben Sanderson dans Leaving Las Vegas ♕
  - Anthony Hopkins pour le rôle de Richard Nixon dans Nixon ♙
  - Sean Penn pour le rôle de Matthew Poncelet dans La Dernière Marche (Dead Man  Walking) ♙
  - Massimo Troisi pour le rôle de Mario Ruoppolo dans Le Facteur (Il Postino) ♙
  - James Earl Jones pour le rôle du Révérend Stephen Kumalo dans Pleure, ô pays  bien-aimé (Cry, the Beloved Country)

- 1997 : Geoffrey Rush pour le rôle de David Helfgott dans Shine ♕
  - Ralph Fiennes pour le rôle du Comte László de Almásy dans Le Patient anglais (The English Patient) ♙
  - Tom Cruise pour le rôle de Jerry Maguire dans Jerry Maguire ♙
  - Woody Harrelson pour le rôle de Larry Flynt dans Larry Flynt (The People  vs. Larry Flynt) ♙
  - Billy Bob Thornton pour le rôle de Karl Childers dans Sling Blade ♙

- 1998 : Jack Nicholson pour le rôle de Melvin Udall dans Pour le pire et pour le meilleur (As Good as  It Gets) ♕
  - Robert Duvall pour le rôle de Euliss "Sonny" Dewey dans Le Prédicateur (The Apostle) ♙
  - Matt Damon pour le rôle de Will Hunting dans Will Hunting (Good Will Hunting) ♙
  - Peter Fonda pour le rôle de Ulysses "Ulee" Jackson dans L'Or de la vie (Ulee's Gold) ♙
  - Dustin Hoffman pour le rôle de Stanley Motss dans Des hommes d'influence (Wag the Dog) ♙

- 1999 : Roberto Benigni pour le rôle de Guido Orefice dans La vie est belle (La vita è bella) ♕
  - Tom Hanks pour le rôle du Capitaine John Miller dans Il faut sauver le soldat Ryan (Saving Private Ryan) ♙
  - Ian McKellen pour le rôle de James Whale dans Ni dieux ni démons (Gods and  Monsters) ♙
  - Nick Nolte pour le rôle de Wade Whitehouse dans Affliction (Ulee's Gold) ♙
  - Joseph Fiennes pour le rôle de William Shakespeare dans Shakespeare in Love

### Années 2000
- 2000 : Kevin Spacey pour le rôle de Lester Burnham dans American Beauty ♕
  - Russell Crowe pour le rôle de Jeffrey Wigand dans Révélations (The Insider) ♙
  - Denzel Washington pour le rôle de Rubin "Hurricane" Carter dans Hurricane Carter (The Hurricane ♙
  - Jim Carrey pour le rôle d'Andy Kaufman dans Man on the Moon
  - Philip Seymour Hoffman pour le rôle de Walt Koontz dans Personne n'est parfait(e) (Flawless)

- 2001 : Benicio del Toro pour le rôle de Javier Rodriguez dans Traffic
  - Tom Hanks pour le rôle de Chuck Noland dans Seul au monde (Cast Away) ♙
  - Russell Crowe pour le rôle du Général Maximus Decimus Meridius dans Gladiator ♕
  - Geoffrey Rush pour le rôle du Marquis de Sade dans Quills, la plume et le sang (Quills) ♙
  - Jamie Bell pour le rôle de Billy Elliot dans Billy Elliot

- 2002 : Russell Crowe pour le rôle de John Nash dans Un homme d'exception (A Beautiful Mind) ♙
  - Sean Penn pour le rôle de Sam Dawson dans Sam, je suis Sam (I Am Sam) ♙
  - Tom Wilkinson pour le rôle de Matt Fowler dans In the Bedroom ♙
  - Denzel Washington pour le rôle d'Alonzo Harris dans Training Day ♕
  - Kevin Kline pour le rôle de George Monroe dans La Maison sur l'océan (Life as a House)

- 2003 : Daniel Day-Lewis pour le rôle de William "Bill Le Boucher" Cutting dans Gangs of New York ♙
  - Jack Nicholson pour le rôle de Warren Schmidt dans Monsieur Schmidt (About Schmidt) ♙
  - Nicolas Cage pour le rôle de Charlie Kaufman/Donald Kaufman dans Adaptation ♙
  - Richard Gere pour le rôle de Billy Flynn dans Chicago
  - Adrian Brody pour le rôle de Władysław Szpilman dans Le Pianiste (The Pianist) ♕

- 2004 : Johnny Depp pour le rôle du Capitaine Jack Sparrow dans Pirates des Caraïbes, la malédiction du Black Pearl (Pirates of  the Caribbean: The Curse of the Black Pearl) ♙
  - Bill Murray pour le rôle de Bob Harris dans Lost in Translation ♙
  - Sean Penn pour le rôle de Jimmy Markum dans Mystic River ♕
  - Ben Kingsley pour le rôle de Massoud Behrani dans House of Sand and Fog ♙
  - Peter Dinklage pour le rôle de Finbar McBride dans The Station Agent

- 2005 : Jamie Foxx pour le rôle de Ray Charles dans Ray ♕
  - Leonardo DiCaprio pour le rôle de Howard Hughes dans Aviator (The Aviator) ♙
  - Johnny Depp pour le rôle de J. M. Barrie dans Neverland (Finding Neverland) ♙
  - Don Cheadle pour le rôle de Paul Rusesabagina dans Hotel Rwanda ♙
  - Paul Giamatti pour le rôle de Miles Raymond dans Sideways

- 2006 : Philip Seymour Hoffman pour le rôle de Truman Capote dans Truman Capote (Capote) ♕
  - Heath Ledger pour le rôle d'Ennis del Mar dans Le Secret de Brokeback Mountain (Brokeback Mountain) ♙
  - David Strathairn pour le rôle d'Edward R. Murrow dans Good Night and Good Luck ♙
  - Joaquin Phoenix pour le rôle de Johnny Cash dans Walk the Line ♙
  - Russell Crowe pour le rôle de James J. Braddock dans De l'ombre à la lumière (Cinderella Man)

- 2007 : Forest Whitaker pour le rôle d'Idi Amin Dada dans Le Dernier Roi d'Écosse (The Last  King of Scotland) ♕
  - Leonardo DiCaprio pour le rôle deDanny Archer dans Blood Diamond ♙
  - Ryan Gosling pour le rôle de Dan Dunne dans Half Nelson ♙
  - Peter O'Toole pour le rôle de Maurice dans Venus ♙
  - Will Smith pour le rôle de Chris Gardner dans À la recherche du bonheur (The Pursuit  of Happyness) ♙

- 2008 : Daniel Day-Lewis pour le rôle de Daniel Plainview dans There Will Be Blood ♕
  - George Clooney pour le rôle de Michael Clayton dans Michael Clayton ♙
  - Ryan Gosling pour le rôle de Lars Lindstrom dans Une fiancée pas comme les autres (Lars and the  Real Girl)
  - Emile Hirsch pour le rôle de Christopher McCandless dans Into the Wild
  - Viggo Mortensen pour le rôle de Nikolai Luzhin dans Les Promesses de l'ombre (Eastern Promises) ♙

- 2009 : Sean Penn pour le rôle de Harvey Milk dans Harvey Milk (Milk) ♕
  - Richard Jenkins pour le rôle de Walter Vale dans The Visitor ♙
  - Frank Langella pour le rôle de Richard Nixon dans Frost/Nixon ♙
  - Brad Pitt  pour le rôle de Benjamin Button dans L'Étrange Histoire de Benjamin Button (The Curious  Case of Benjamin Button) ♙
  - Mickey Rourke pour le rôle de Randy "The Ram" Robinson dans The Wrestler ♙

### Années 2010
- 2010 : Jeff Bridges pour le rôle de Bad Blake dans Crazy Heart ♕
  - Jeremy Renner pour le rôle du Sergent William James dans Démineurs (The Hurt  Locker) ♙
  - George Clooney pour le rôle de Ryan Bingham dans In the Air (Up In The  Air) ♙
  - Morgan Freeman pour le rôle de Nelson Mandela dans Invictus ♙
  - Colin Firth pour le rôle de George dans A  Single Man ♙

- 2011 : Colin Firth pour le rôle du roi George VI dans Le Discours d'un roi (The King's Speech) ♕
  - James Franco pour le rôle d'Aron Ralston dans 127 heures (127 Hours) ♙
  - Jeff Bridges pour le rôle du Marshal Reuben J. Cogburn dans True Grit ♙
  - Robert Duvall pour le rôle de Felix Bush dans Get Low
  - Jesse Eisenberg pour le rôle de Mark Zuckerberg dans The Social Network ♙

- 2012 : Jean Dujardin pour le rôle de George Valentin dans The Artist ♕
  - Demián Bichir pour le rôle de Carlos Galindo dans A Better Life ♙
  - George Clooney pour le rôle de Matt King dans The Descendants ♙
  - Leonardo DiCaprio pour le rôle de J. Edgar Hoover dans J. Edgar
  - Brad Pitt pour le rôle de Billy Beane dans Le Stratège (Moneyball) ♙

- 2013 : Daniel Day-Lewis pour le rôle d'Abraham Lincoln dans Lincoln ♕
  - Bradley Cooper pour le rôle de Pat Solitano dans Happiness Therapy (Silver Linings Playbook) ♙
  - John Hawkes pour le rôle de Mark O'Brien dans The Sessions
  - Hugh Jackman pour le rôle de Jean Valjean dans Les Misérables ♙
  - Denzel Washington pour le rôle de Whip Whitaker dans Flight ♙

- 2014 : Matthew McConaughey pour le rôle de Ron Woodroof dans Dallas Buyers Club ♕
  - Bruce Dern pour le rôle de Woody Grant dans Nebraska ♙
  - Chiwetel Ejiofor pour le rôle de Solomon Northup dans Twelve Years a Slave ♙
  - Tom Hanks pour le rôle de Richard Phillips dans Capitaine Phillips (Captain Phillips)
  - Forest Whitaker pour le rôle de Cecil Gaines dans Le Majordome (The Butler)

- 2015 : Eddie Redmayne pour le rôle de Stephen Hawking dans Une merveilleuse histoire du temps (The Theory of Everything) ♕
  - Steve Carell pour le rôle de John E. du Pont dans Foxcatcher ♙
  - Benedict Cumberbatch pour le rôle d'Alan Turing dans Imitation Game ♙
  - Jake Gyllenhaal pour le rôle de Lou Bloom dans Night Call (Nightcrawler)
  - Michael Keaton pour le rôle de Riggan Thomson dans Birdman
- 2016 : Leonardo DiCaprio pour le rôle de Hugh Glass dans The Revenant ♕
  - Bryan Cranston pour le rôle de Dalton Trumbo dans Trumbo ♙
  - Johnny Depp pour le rôle de Whitey Bulger dans Black Mass
  - Michael Fassbender pour le rôle de Steve Jobs dans Steve Jobs ♙
  - Eddie Redmayne pour le rôle de Lili Elbe / Einar Wegener dans Danish Girl ♙
- 2017 : Denzel Washington pour le rôle de Troy Maxson dans Fences ♙
  - Casey Affleck pour le rôle de Lee Chandler dans Manchester by the Sea ♕
  - Andrew Garfield pour le rôle de Desmond T. Doss dans Tu ne tueras point (Hacksaw Ridge) ♙
  - Ryan Gosling pour le rôle de Sebastian Wilder dans La La Land ♙
  - Viggo Mortensen pour le rôle de Ben Cash dans Captain Fantastic ♙
- 2018 : Gary Oldman pour le rôle de Winston Churchill dans Les Heures sombres (Darkest Hour) ♕
  - Timothée Chalamet pour le rôle de Elio Perlman dans Call Me by Your Name ♙
  - James Franco pour le rôle de Tommy Wiseau dans The Disaster Artist
  - Daniel Kaluuya pour le rôle de Chris Washington dans Get Out ♙
  - Denzel Washington pour le rôle de Roman J. Israel dans L'Affaire Roman J. (Roman J. Israel, Esq.) ♙
- 2019 : Rami Malek pour le rôle de Freddie Mercury dans Bohemian Rhapsody ♕
  - Christian Bale pour le rôle de Dick Cheney dans Vice ♙
  - Bradley Cooper pour le rôle de Jackson Maine dans A Star Is Born ♙
  - Viggo Mortensen pour le rôle de Tony Lip dans Green Book ♙
  - John David Washington pour le rôle de Ron Stallworth dans BlacKkKlansman : J'ai infiltré le Ku Klux Klan (BlacKkKlansman)

### Années 2020
- 2020 : Joaquin Phoenix pour le rôle d'Arthur Fleck / Le Joker dans Joker ♕
  - Christian Bale pour le rôle de Ken Miles dans Le Mans 66 (Ford v. Ferrari)
  - Leonardo DiCaprio pour le rôle de Rick Dalton dans Once Upon a Time… in Hollywood ♙
  - Adam Driver pour le rôle de Charlie Barber dans Marriage Story ♙
  - Taron Egerton pour le rôle d'Elton John dans Rocketman

- 2021 : Chadwick Boseman pour le rôle de Levee dans Le Blues de Ma Rainey (Ma Rainey's Black Bottom) ♙
  - Riz Ahmed pour le rôle de Ruben dans Sound of Metal ♙
  - Chadwick Boseman pour le rôle de Levee dans Le Blues de Ma Rainey (Ma Rainey's Black Bottom)
  - Anthony Hopkins pour le rôle d'Anthony dans The Father ♕
  - Gary Oldman pour le rôle d'Herman J. Mankiewicz dans Mank ♙
  - Steven Yeun pour le rôle de Jacob Yi dans Minari ♙

- 2022 : Will Smith pour le rôle de Richard Williams dans La Méthode Williams (King Richard) ♕
  - Javier Bardem pour le rôle de Desi Arnaz dans Being the Ricardos ♙
  - Benedict Cumberbatch pour le rôle de Phil Burbank dans The Power of the Dog ♙
  - Andrew Garfield pour le rôle de Jonathan Larson dans Tick, Tick... Boom! ♙
  - Denzel Washington pour le rôle de Macbeth dans Macbeth (The Tragedy of Macbeth) ♙

- 2023 : Brendan Fraser pour le rôle de Charlie dans The Whale ♕
  - Austin Butler pour le rôle de Elvis Presley dans Elvis ♙
  - Colin Farrell pour le rôle de Pádraic Súilleabháin dans Les Banshees d'Inisherin ♙
  - Bill Nighy pour le rôle de M. Williams dans Vivre (Living) ♙
  - Adam Sandler pour le rôle de Stanley Sugerman dans Le Haut du panier (Hustle)

- 2024 : Cillian Murphy pour le rôle de Robert Oppenheimer dans Oppenheimer ♙
  - Bradley Cooper pour le rôle de Leonard Bernstein dans Maestro ♙
  - Colman Domingo pour le rôle de Bayard Rustin dans Bayard Rustin ♙
  - Paul Giamatti pour le rôle de Paul Hunham dans Winter Break ♙
  - Jeffrey Wright pour le rôle de Thelonious "Monk" Ellison dans American Fiction ♙

- 2025 : Timothée Chalamet pour le rôle de Bob Dylan dans Un parfait inconnu (A Complete Unknown)
  - Adrien Brody pour le rôle de László Toth dans The Brutalist
  - Daniel Craig pour le rôle de William Lee dans Queer
  - Colman Domingo pour le rôle de John « Divine G » Whitfield dans Sing Sing
  - Ralph Fiennes pour le rôle du cardinal Thomas Lawrence dans Conclave

## Statistiques

### Nominations multiples
5 : Denzel Washington
4 : Russell Crowe, Leonardo DiCaprio, Tom Hanks, Sean Penn
3 : George Clooney, Daniel Day-Lewis, Johnny Depp, Ryan Gosling, Viggo Mortensen
2 : Jeff Bridges, Nicolas Cage, Bradley Cooper, Robert Duvall, Colin Firth, James Franco, Morgan Freeman, Philip Seymour Hoffman, Will Smith, Jack Nicholson, Brad Pitt, Eddie Redmayne, Geoffrey Rush, Forest Whitaker

### Récompenses multiples
3 : Daniel Day-Lewis